# Colapso del techo de la discoteca Jet Set
El colapso del techo de la discoteca Jet Set, propiedad de Antonio Espaillat, fue un accidente ocurrido el martes 8 de abril de 2025 en Santo Domingo (República Dominicana). En el momento del colapso, se llevaba a cabo un concierto de merengue del artista Rubby Pérez, quien falleció a causa del siniestro. Este accidente tuvo un saldo de aproximadamente 180 heridos y 236 fallecidos.

## Antecedentes
El edificio comenzó a funcionar como un cine desde el 6 de abril de 1973, se convirtió en el club nocturno Jet Set en 1994 y se renovó en 2010 y 2015. Con techos de dos pisos de altura sobre una amplia pista de baile abierta con capacidad para 1000 personas de pie y 700 sentadas, el edificio estaba equipado con grandes acondicionadores de aire y generadores eléctricos en la azotea, y una gran iluminación de escenario y altavoces en el techo.
En 2023, se incendió después de que un rayo cayera sobre un generador en el techo, pero los bomberos lo consideraron estructuralmente seguro. Los ingenieros civiles y arquitectos han indicado que el techo no estaba adecuadamente sostenido por columnas estrechas a los lados y ninguna en el centro, y podría haberse derrumbado por su propio peso debido al hormigón debilitado por el fuego y la maquinaria pesada que transportaba.
La discoteca Jet Set ofrecía música bailable en vivo los lunes por la noche, lo que atraía a gente conocida. En el momento del derrumbe, la discoteca estaba ofreciendo un concierto con cientos de espectadores del músico de merengue Rubby Pérez.

## Acontecimientos
El local tenía aforo de 800 clientes sentados o 2000 personas de pie. Se estima que el lugar estaba a máxima capacidad al momento del incidente.
Como resultado de la tragedia, 236 personas fallecieron y más de 180 resultaron heridas, siendo trasladadas a diferentes centros médicos. El Centro de Operaciones de Emergencias activó de inmediato su protocolo de contingencia. El presidente de la República, Luis Abinader, visitó el lugar del desastre, expresó sus condolencias y describió el hecho como «uno de los mayores desastres en la historia reciente del país». En ese momento, la discoteca celebraba 50 años de haber sido inaugurada.
Tres días después de la tragedia, durante la sepultura del hijo del ministro de Obras Públicas, el primer mandatario dijo a los medios de comunicación que lo que seguía en adelante era investigar 'qué pasó, por qué pasó y cómo pasó'.
Según testigos presenciales, el techo cedió sin previo aviso aproximadamente una hora después del inicio de la actuación musical. La causa específica del fallo estructural no fue determinada de inmediato, aunque los investigadores comenzaron a examinar el lugar tan pronto como las condiciones lo permitieron, una vez finalizadas las operaciones de rescate. Un músico que se presentaba junto a Rubby Pérez declaró que el local estaba completamente lleno al momento del derrumbe y que, en un principio, pensó que se trataba de un terremoto.

## Víctimas
| País                 | Fallecidos | Heridos |
| -------------------- | ---------- | ------- |
| República Dominicana | c.209      | c.171   |
| Venezuela            | 14         | 5       |
| Estados Unidos       | 4          | 0       |
| Francia              | 2          | 0       |
| Italia               | 1          | 1       |
| Colombia             | 1          | 2       |
| Costa Rica           | 1          | 0       |
| Haití                | 1          | 0       |
| Kenia                | 1          | 0       |
| Perú                 | 1          | 0       |
| Puerto Rico          | 0          | 1       |
| Total                | c.236      | c.179   |

El colapso provocó una tragedia de gran magnitud, con un saldo inicial de 221 personas fallecidas, según datos oficiales ofrecidos por las autoridades policiales de la República Dominicana. Esta cifra fue registrada al concluir las labores de rescate. Posteriormente, el número de víctimas mortales se incrementó a 236, conforme fueron pereciendo algunas de las víctimas heridas. 
Entre los fallecidos, se encontraban los exbeisbolistas de las Grandes Ligas de Béisbol Octavio Dotel y Tony Blanco (quien falleció salvándole la vida al exbeisbolista Esteban Germán), la gobernadora de la provincia de Monte Cristi y hermana del beisbolista Nelson Cruz, Nelsy Cruz.Otros de los fallecidos fueron el diseñador de modas Martín Polanco, el director de infraestructura urbana del Distrito Nacional, Christian Alejandro Tejeda, junto a su esposa e hija, y Luis Solís, conocido como «Chican», saxofonista del conjunto musical de Rubby Pérez.
El Grupo Popular confirmó en la madrugada del 9 de abril, el fallecimiento de varios miembros de la familia Grullón. Sus identidades son: Eduardo Grullón (presidente de AFP Popular e hijo del fundador de Grupo Popular Alejandro Grullón Espaillat); su esposa Johanna Rodríguez, su hermana Alexandra Grullón (gerente de proyectos de Qik Banco Digital) y el esposo de esta, Eduardo Guarionex Estrella (subdirector del Instituto Nacional de la Vivienda, INVI); quien era hijo del político Eduardo Estrella, expresidente del Senado dominicano y actual ministro de Obras Públicas. Ese mismo día, las autoridades de República Dominicana confirmaron el fallecimiento de Rubby Pérez.
Se reporta que al menos 25 ciudadanos venezolanos, se encontraban en Jet Set al momento del siniestro, incluyendo a la periodista Elianta Quintero, quien resultó herida. Al menos 6 venezolanos han sido hospitalizados, 5 han muerto y otros 12, se encuentran desaparecidos.
La Embajada de Colombia en República Dominicana, informó sobre 2 colombianos heridos y 5 desaparecidos.
El Instituto Nacional de Ciencias Forenses, informó acerca de 2 franceses, un italiano, un keniano y un haitiano entre las víctimas mortales.

## Lista de personas fallecidas
A continuación una lista recopilatoria con el nombre de las personas fallecidas durante el colapso del techo dentro de la discoteca:

### Lista principal
| N.º | Nombre                                                 | Nacionalidad/Observaciones                   |
| --- | ------------------------------------------------------ | -------------------------------------------- |
| 1   | Paulino Lorenzo Lorenzo                                | República Dominicana                         |
| 2   | Eba Ilma Gálvez Guzmán                                 | República Dominicana                         |
| 3   | Diego Armando Severino Gómez                           | República Dominicana                         |
| 4   | Luis Emilio Solís Encarnación                          | República Dominicana                         |
| 5   | José Manuel Montilla                                   | República Dominicana                         |
| 6   | Laura Elisa Castaños Melo                              | República Dominicana                         |
| 7   | Pedro Leonardo Cepeda Espinosa                         | República Dominicana                         |
| 8   | María Isabel Peguero Velázquez                         | República Dominicana                         |
| 9   | Christian Alejandro Tejeda Pichardo                    | República Dominicana                         |
| 10  | Bianka Elizabeth Reyes Saviñón                         | República Dominicana                         |
| 11  | Lourdes María Ricart Russo                             | República Dominicana                         |
| 12  | Ramón Alberto Santana Benítez                          | República Dominicana                         |
| 13  | Katherine Mateo Henríquez                              | República Dominicana                         |
| 14  | Indira Disla Méndez                                    | República Dominicana                         |
| 15  | Anneurys Alexander Viñas Rodríguez                     | República Dominicana                         |
| 16  | Ysabel Betania Cabrera                                 | República Dominicana                         |
| 17  | Andrés Pichardo                                        | República Dominicana                         |
| 18  | Génesis Lizbeth León Cepeda                            | República Dominicana                         |
| 19  | Nidia Carolina Solano Hernández                        | República Dominicana                         |
| 20  | Héctor Bienvenido Peguero Ramírez                      | República Dominicana                         |
| 21  | Ruth D´elaneas de la Cruz De Santana                   | República Dominicana                         |
| 22  | Carolina Desiree Pérez Flores                          | República Dominicana                         |
| 23  | Sheila Lisbeth Berroa De Peña                          | República Dominicana                         |
| 24  | Margarita Herminia Robles Reyes                        | República Dominicana                         |
| 25  | Daniel Taveras Polanco                                 | República Dominicana                         |
| 26  | Luis Emilio Guillén Liranzo                            | República Dominicana                         |
| 27  | Yaris Francisco Franco Holguín Arias                   | República Dominicana                         |
| 28  | Marioda Ruiz Pérez                                     | República Dominicana                         |
| 29  | Damaris Altagracia Montás de Ramírez                   | República Dominicana                         |
| 30  | Julio Jeferson Martínez Martínez                       | República Dominicana                         |
| 31  | Yadira Cueto Almonte                                   | República Dominicana                         |
| 32  | Wilnord Denaud                                         | Haití                                        |
| 33  | Aracelis Rodríguez Vargas                              | República Dominicana                         |
| 34  | Julio César Valera De Óleo                             | República Dominicana                         |
| 35  | César Augusto López Gonell                             | República Dominicana                         |
| 36  | Tony Enrique Blanco Cabrera                            | República Dominicana                         |
| 37  | Linda Karina Dajer Regalado                            | República Dominicana                         |
| 38  | Miguel Ángel Pérez Suárez                              | República Dominicana                         |
| 39  | Gabriela Camile Tejeda Castaños                        | República Dominicana                         |
| 40  | Lía María Gómez Féliz                                  | República Dominicana                         |
| 41  | Bibiana de Jesús García de la Rosa                     | República Dominicana                         |
| 42  | Nelffisis Calwany Sánchez Brea                         | República Dominicana                         |
| 43  | Lucía Cruz de Santana                                  | República Dominicana                         |
| 44  | Nércida Anabel Melo Arias                              | República Dominicana                         |
| 45  | Eleanna Paola Vidal Perdomo                            | República Dominicana                         |
| 46  | Francisco Alberto Rosario de la Oz (Fray Luis Rosario) | Estados Unidos (doble nacionalidad)          |
| 47  | Miguel Antonio Ramírez Ramírez                         | República Dominicana                         |
| 48  | Pierima Hortencia Noguera Paredes                      | Venezuela                                    |
| 49  | Víctor Manuel Lluberes Peña                            | República Dominicana                         |
| 50  | Rossy Amador Encarnación                               | República Dominicana                         |
| 51  | Juana Isidra Vásquez                                   | República Dominicana                         |
| 52  | Francisco Alberto Méndez Henríquez                     | República Dominicana                         |
| 53  | Rosa Herminia Pérez de Jesús                           | República Dominicana                         |
| 54  | Milagro Antonia Guillén Liranzo                        | República Dominicana                         |
| 55  | Ramón Teodoro Jiménez Espaillat                        | República Dominicana                         |
| 56  | Martín Polanco                                         | República Dominicana                         |
| 57  | Isaura Arcelys Limardo Ramón                           | República Dominicana                         |
| 58  | Juan Manuel Santana Oliver                             | República Dominicana                         |
| 59  | Agustín René Méndez Suberví                            | República Dominicana                         |
| 60  | Auilsa Frías Mata de Méndez                            | República Dominicana                         |
| 61  | Yessica Pamela Acosta López                            | República Dominicana                         |
| 62  | José Marino Pimentel Rosario                           | República Dominicana                         |
| 63  | Elizabeth Yesenia Pimentel Rosario                     | República Dominicana                         |
| 64  | José Luis Domínguez Castillo                           | República Dominicana                         |
| 65  | Antonia Ignacio Douglas                                | República Dominicana                         |
| 66  | Ray Luis Justo Murray                                  | República Dominicana                         |
| 67  | Lucila Ramón Lorenzo                                   | República Dominicana                         |
| 68  | Estela Altagracia Henríquez Joshua                     | República Dominicana                         |
| 69  | Ana Yaidu Muñoz Ruiz                                   | Venezuela                                    |
| 70  | Rogers Eladio Espino Fernández                         | República Dominicana                         |
| 71  | Dougliana Evelin Villalobos Muñoz                      | Venezuela                                    |
| 72  | María Elizabeth Maldonado Estrella                     | República Dominicana                         |
| 73  | Daneska Shalimar Pérez Piña                            | Venezuela                                    |
| 74  | Lemolo Luca Massimo                                    | Italia                                       |
| 75  | Licelot Elizabeth Cepeda Hernández                     | República Dominicana                         |
| 76  | Zoneida Altagracia Cepeda Hernández                    | República Dominicana                         |
| 77  | Gladys María Henríquez Joshua                          | República Dominicana                         |
| 78  | Daniela Henríquez Joshua                               | República Dominicana                         |
| 79  | Catherine Belén Santos                                 | República Dominicana                         |
| 80  | Larissa Licelott Guerrero Rosario                      | República Dominicana                         |
| 81  | Sofía Antonia Martínez de Jesús                        | República Dominicana                         |
| 82  | Dinanlliry del Carmen Feliz Peña de Santana            | República Dominicana                         |
| 83  | Darlenys Batista Mejía                                 | República Dominicana                         |
| 84  | Stephanie Avendaño Patricio                            | República Dominicana                         |
| 85  | Fabiola Solsiren Rodríguez Pérez                       | Venezuela                                    |
| 86  | Robert Wallyn Espinal Fabián                           | República Dominicana                         |
| 87  | Fernando Reyes Reyes                                   | República Dominicana                         |
| 88  | Garber Silvestre Araujo                                | República Dominicana                         |
| 89  | Joel Manuel Santana Pion                               | República Dominicana                         |
| 90  | Karla Miguelina Lantigua García                        | República Dominicana                         |
| 91  | Yadhira Elaine Estévez Serrano                         | República Dominicana                         |
| 92  | Lorraine Fernández Vargas                              | República Dominicana                         |
| 93  | Lourdes Carolina Estrella Guzmán                       | República Dominicana                         |
| 94  | Luis José Santana Pereyra                              | República Dominicana                         |
| 95  | Virgilio Rafael Cruz Aponte                            | República Dominicana                         |
| 96  | Rauny Smill Cedano Castillo                            | República Dominicana                         |
| 97  | Melissa Yismel Tejeda Sosa                             | República Dominicana                         |
| 98  | Yokairy Gloribel Pujols Martínez                       | República Dominicana                         |
| 99  | Ysmael Antonio Díaz Troncoso                           | República Dominicana                         |
| 100 | Francina Mercedes Martínez Bernechea                   | República Dominicana                         |
| 101 | Jhoanna Elizabeth Rodríguez de Grullón                 | República Dominicana                         |
| 102 | Geisa Carolina Sánchez Mejía de Rodríguez              | República Dominicana                         |
| 103 | Alexandra María Grullón Segura                         | República Dominicana                         |
| 104 | Roberto Antonio Pérez Herrera (Rubby Pérez)            | República Dominicana                         |
| 105 | Elvira Malkic Ep. Boubazine                            | Francia                                      |
| 106 | Eduardo Guarionex Estrella Cruz                        | República Dominicana                         |
| 107 | Luis Yohandi Ramírez Rodríguez                         | República Dominicana                         |
| 108 | Celestina Amada Figuereo Jusino                        | República Dominicana                         |
| 109 | Leydimar del Carmen Parras París                       | Venezuela                                    |
| 110 | Eduardo José Grullón Viñas                             | República Dominicana                         |
| 111 | Shakira Miguelina Echavarría Javier                    | República Dominicana                         |
| 112 | Mirian María Javier Reinoso                            | República Dominicana                         |
| 113 | Gabriel Jiménez Gómez                                  | República Dominicana                         |
| 114 | Julia Altagracia Antuna Peguero                        | República Dominicana                         |
| 115 | Elida María Ero García de Pérez                        | República Dominicana                         |
| 116 | Marisol Lora de Jesús                                  | República Dominicana                         |
| 117 | Natalia Miledys Guerrero Azcona                        | República Dominicana                         |
| 118 | Aroel Nolasco Contreras                                | República Dominicana                         |
| 119 | Clarisleny Peguero Castro                              | República Dominicana                         |
| 120 | Fabiana Yaneth Rodríguez Pérez                         | Venezuela                                    |
| 121 | César Algelys Columna Victorino                        | República Dominicana                         |
| 122 | Rhoyer Nicolás Hernández López                         | República Dominicana                         |
| 123 | Paola Martina Pichardo                                 | República Dominicana                         |
| 124 | Eugenio Demetrio F Henríquez Disla                     | República Dominicana                         |
| 125 | Santiago Rafael Espinal Soriano                        | República Dominicana                         |
| 126 | Ramón Osiris Blanco Castillo                           | República Dominicana                         |
| 127 | Madeline Trinidad Castillo Bastardo                    | República Dominicana                         |
| 128 | Otten Yoselyn del Carmen Marcano Rangel                | Venezuela                                    |
| 129 | María Leandra Perafan Lorenzo                          | República Dominicana                         |
| 130 | Abdelhakim Boubazine                                   | Francia                                      |
| 131 | Catherine Marie Najri Nadal                            | República Dominicana                         |
| 132 | Luis José Galán Batista                                | República Dominicana                         |
| 133 | Homero García Astacio                                  | República Dominicana                         |
| 134 | Manuel Antonio Díaz                                    | Estados Unidos (doble nacionalidad)          |
| 135 | Gloria María López Burgos de García                    | República Dominicana                         |
| 136 | Daniela Gómez Gómez                                    | República Dominicana                         |
| 137 | Marilenny Pilarte Ceballos                             | República Dominicana                         |
| 138 | José Luis Salvi Segura                                 | República Dominicana                         |
| 139 | Liriset Ventura Brito                                  | República Dominicana                         |
| 140 | Enmanuel Gómez Jiménez                                 | República Dominicana                         |
| 141 | Patricia de los Ángeles Matos Santana                  | República Dominicana                         |
| 142 | Manny Arisleidy Díaz de Méndez                         | República Dominicana                         |
| 143 | Elisa Victoria Murray Jiménez                          | República Dominicana                         |
| 144 | Jesús Nikolai Urraca Matos                             | República Dominicana                         |
| 145 | Yeimy Alexandra Aquino Arredondo                       | República Dominicana                         |
| 146 | Francis Lilibeth Delgado López                         | República Dominicana                         |
| 147 | Juan Emilio de León de León                            | República Dominicana                         |
| 148 | Sila James Mutuku                                      | Estados Unidos                               |
| 149 | Lianny Portorreal Rodríguez                            | República Dominicana                         |
| 150 | Laureen Stephani Porro Maldonado                       | República Dominicana                         |
| 151 | Andrea Florentino Lorenzo                              | República Dominicana                         |
| 152 | Manuel Emilio Livent Almonte                           | República Dominicana                         |
| 153 | Elizabeth del Socorro Benoit Marte                     | República Dominicana                         |
| 154 | Dahiana Patiño Martínez                                | República Dominicana                         |
| 155 | Annia Yissel Vargas Almonte                            | República Dominicana                         |
| 156 | Karina Yulissa Tejeda Pichardo                         | República Dominicana                         |
| 157 | María Fernanda Guzmán Tejeda                           | República Dominicana                         |
| 158 | Bryan Enmanuel Mateo                                   | República Dominicana                         |
| 159 | Luis José Custodio Almonte                             | República Dominicana                         |
| 160 | José Ovidio Maldonado Reyes                            | República Dominicana                         |
| 161 | Olian José Queralez Delgado                            | Venezuela                                    |
| 162 | Bárbara Oliangel Queralez Delgado                      | Venezuela                                    |
| 163 | Sócrates José Peña Cabral                              | República Dominicana                         |
| 164 | Simón Bolívar Soto Mejía                               | República Dominicana                         |
| 165 | Janlet Lorenzo Valenzuela Féliz                        | República Dominicana                         |
| 166 | William Adolfo Sánchez Puello                          | República Dominicana                         |
| 167 | Rossi de la Rosa Ortega                                | República Dominicana                         |
| 168 | Yafreidy Shanel Montás Valera                          | República Dominicana                         |
| 169 | Wilton Bautista Valdez                                 | República Dominicana                         |
| 170 | Jennifer Cristal Contreras                             | Estados Unidos · República Dominicana · Perú |
| 171 | Elizabeth Sánchez Herrera de Sánchez                   | República Dominicana                         |
| 172 | Ivelisse Yanet Brea de los Santos                      | República Dominicana                         |
| 173 | Radhamés Alexander Mateo Sánchez                       | República Dominicana                         |
| 174 | Joselin Rosado Valdera                                 | República Dominicana                         |
| 175 | Jennifer Cristina Vargas Acevedo                       | Venezuela                                    |
| 176 | Jhoanna María Sánchez Alonzo                           | República Dominicana                         |
| 177 | Zudaire María Gómez Uribe                              | República Dominicana                         |
| 178 | Pedro Dinoel Estévez Díaz                              | República Dominicana                         |
| 179 | María Ileana de Jesús Martínez                         | República Dominicana                         |
| 180 | José Federico Azpurua Reyna                            | República Dominicana                         |
| 181 | Patricia Giselle Acosta López                          | República Dominicana                         |
| 182 | Katherine Victoria Glass Allen                         | República Dominicana                         |
| 183 | Amanda Esther Murray Jiménez                           | República Dominicana                         |
| 184 | Ramona Herminia Noboa Rodríguez                        | República Dominicana                         |
| 185 | Rafaela Altagracia Gil Montilla                        | República Dominicana                         |
| 186 | Joise Armando Ramírez Feliz                            | República Dominicana                         |
| 187 | Daianny Escarling Severino Gómez                       | República Dominicana                         |
| 188 | Solanny Irene Sosa Santana                             | República Dominicana                         |
| 189 | Marianny Scarlet Severino Gómez                        | República Dominicana                         |
| 190 | Luisa María Taveras Santana                            | República Dominicana                         |
| 191 | Jonauri Enmanuel Sención Casado                        | República Dominicana                         |
| 192 | Ángel Antonio Ramírez Minyetty                         | República Dominicana                         |
| 193 | Clara Isabel Berg Victoria                             | República Dominicana                         |
| 194 | Yaneysi Patricia Ramírez Chala                         | República Dominicana                         |
| 195 | Sulay Heredia Sena                                     | República Dominicana                         |
| 196 | Angélica Francisca Álvarez Correa                      | República Dominicana                         |
| 197 | Gustavo Noel Suero Mella                               | República Dominicana                         |
| 198 | Isamar Esthefany Soriano                               | República Dominicana                         |
| 199 | Nilka Curiel González                                  | República Dominicana                         |
| 200 | Teresa Yeraldin Taveras de Rodríguez                   | República Dominicana                         |
| 201 | Roberto Zenon Torres Pérez                             | República Dominicana                         |
| 202 | Jorgelina Torres Jáquez de Francisco                   | República Dominicana                         |
| 203 | Omal Ogando de los Santos                              | República Dominicana                         |
| 204 | Máximo Bienvenido Peña                                 | República Dominicana                         |
| 205 | Edwin Alcides Acosta Valdez                            | República Dominicana                         |
| 206 | Alba María Cabreja Díaz                                | República Dominicana                         |
| 207 | Yonaris Maribel Tavera Madé                            | República Dominicana                         |
| 208 | Ramón Antonio Acevedo Bautista                         | Estados Unidos (doble nacionalidad)          |
| 209 | Luz Andrea Jiménez Castiblanco                         | Colombia                                     |
| 210 | Florinda Altagracia Rojas                              | República Dominicana                         |
| 211 | Jhonny Humberto García Abreu                           | República Dominicana                         |
| 212 | Carolina Pérez Vargas                                  | República Dominicana                         |
| 213 | Julio Alberto Guerrero Martínez                        | República Dominicana                         |
| 214 | José Bienvenido Ureña                                  | República Dominicana                         |
| 215 | Rubén Ventura Brito                                    | República Dominicana                         |
| 216 | Yissel Alejandra de Jesús Veras                        | República Dominicana                         |
| 217 | Ashley Eslaidi Michell Jiménez de Jesús                | República Dominicana                         |
| 218 | Alexander Manuel Mejía Peña                            | República Dominicana                         |
| 219 | Esmeiro Antonio Fuenmayor Fonseca                      | Venezuela                                    |
| 220 | Ana Altagracia Figuereo Velázquez                      | República Dominicana                         |
| 221 | César Mariñez Maríñez                                  | República Dominicana                         |

### Fallecidos en centros médicos
| N.º | Nombre                              | Nacionalidad         |
| --- | ----------------------------------- | -------------------- |
| 222 | Ruth Elisa Seija Jerez              | República Dominicana |
| 223 | Octavio Eduardo Dotel Díaz          | República Dominicana |
| 224 | Daniel Elías Laureano Canario       | República Dominicana |
| 225 | Francisco Antonio Escotto Ricón     | República Dominicana |
| 226 | Roselin Marte Nova                  | República Dominicana |
| 227 | Félix Antonio Asencio Martínez      | República Dominicana |
| 228 | Nelsy Milagros Cruz Martínez        | República Dominicana |
| 229 | Randy Alexander Rodríguez Cepeda    | República Dominicana |
| 230 | Katherine Ghester Coronado Díaz     | República Dominicana |
| 231 | Francelis Margarita Vargas González | República Dominicana |
| 232 | Karla Sánchez Solórzano             | Costa Rica           |
| 233 | Orangelina De La Caridad Peña Ramos | Venezuela            |
| 234 | Jhonatan Natera Rosario             | República Dominicana |
| 235 | Evelyn Mariela Navarro De León      | República Dominicana |
| 236 | Alba Maria Altagracia Montero Rojas | República Dominicana |

### Nacionalidades de los fallecidos
- Dominicana (215)
- Venezolana (12)
- Estadounidense (4)
- Francesa (2)
- Haitiana (1)
- Italiana (1)
- Costarricense (1)
- Colombiana (1)

## Sobrevivientes
Entre los sobrevivientes, se encuentran el político Franklin Rodríguez y los periodistas Abel Guzmán y Elianta Quintero, presentadora venezolana radicada en República Dominicana.

## Hechos posteriores

### Homenajes
Antes del inicio de un juego contra los Marlins de Miami, los Mets realizaron un homenaje y un momento de silencio para el beisbolista Octavio Dotel, uno de los fallecidos durante el incidente.
El viernes 11 de abril de 2025, se realizó una vigilia a las afueras de la discoteca, esta fue organizada por los civiles de la zona. El 12 de abril del mismo año, durante el festival «Figali Convention Center» de Panamá, la cantante Miriam Cruz canto temas de Rubby Perez como forma de tributo a este, tras su presentación fue ovacionada por el público.
En la ciudad de Bajos de Haina, el 13 de abril, se realizó una misa en honor a los fallecidos, en especial al cantante nativo Rubby Perez y otras personas de la localidad que asistieron a este concierto. Este evento realizado en el polideportivo local, contó con la asistencia del presidente Abinader y otras celebridades. El exjugador de los Red Sox David Ortiz, más conocido como Big Papi mencionó durante su discurso que «Dios tiene una forma de comunicarse con nosotros, de una manera que muchas veces se hace difícil entenderla», de igual manera mencionó que «este fue uno de los momentos mas trágicos de Republica Dominicana a lo largo de su historia». Se sabe que Ortiz solía vivir en Haina, y viajó allí para asistir al entierro de gente cercana a él que falleció durante el incidente. El cantante Joselito Trinidad realizó una interpretación de las canciones «Buscando tus besos» y «Volveré», dos de los merengues de Pérez.
Ese mismo día, durante una procesión de Semana Santa, organizada en la ciudad española de Sevilla se realizó un pequeño homenaje a los fallecidos por el incidente.
El 14 de abril, en la ciudad de Higüey (La Altagracia), se realizó otra vigilia de gran asistencia entre los pobladores locales con el fin de homenajear a las víctimas del incidente. El 15 de abril, en la sede del consulado de República Dominicana ubicado en Miami, Estados Unidos, se realizó otro homenaje póstumo encabezado por la cónsul Geanilda Vásquez. Ese mismo día, en Punta Cana, exactamente en el poblado de Verón, se realizó otra vigilia en honor a las víctimas. De igual manera, durante una de las secciones de uno de los sistemas de simulación de las Naciones Unidas de nombre «GlobalMUNers» se llevó a cabo un minuto de silencio por los fallecidos en el incidente.

### Caso Rafael Rosario
El 15 de abril de 2025, un grupo de agentes de inteligencia de República Dominica atraparon a un individuo de nombre Rafael Rosario Mota, alias «Foster», de 32 años, un presunto rescatista que cobraba por aparecer en entrevistas de canales de televisión locales, Rosario indicaba a estos medios que «el participo el rescate de 12 personas», según el veredicto otorgado por este servicio «Rosario únicamente se estaba haciendo pasar por un héroe en forma de estafa aprovechando el tema del Jet Set».

### Caso Hermanos Espaillat
El empresario Antonio Espaillat fue arrestado el jueves 12 de junio de 2025 en la Procuraduría General de la República (PGR) de la República Dominicana, tras varias horas de interrogatorio en relación con la investigación sobre el trágico colapso del techo de la discoteca Jet Set. Además de este, Maribel Espaillat, hermana del empresario, también fue arrestada en la sede de la PGR durante el mismo operativo.
Durante la investigación, se descubrió que un empleado de la discoteca Jet Set había advertido previamente a Espaillat que no se debía llevar a cabo la fiesta del 8 de abril, la cual fue amenizada por el merenguero Rubby Pérez. El empleado aseguró que había comunicado las condiciones de seguridad deficientes en el establecimiento antes del evento. Esta declaración fue respaldada por las pruebas obtenidas por el Ministerio Público, quien accedió al teléfono móvil del empleado, donde encontraron conversaciones entre él y el empresario. 
La jueza actuante en el caso, magistrada Fatima Veloz, impuso como medida de coerción contra los imputados el pago de una garantía económica de 50 millones de pesos dominicanos, el impedimento de salida del país y la presentación periódica ante las autoridades, conforme a lo establecido en los ordinales 1, 2 y 4 del artículo 226 del Código Procesal Penal. Estas medidas fueron adoptadas en lugar de la prisión preventiva de 18 meses solicitada por el Ministerio Público, al considerar que no procedía en virtud del tipo penal imputado y la naturaleza del caso. 

## Reacciones

### Nacionales

#### Por parte del estado
- El presidente de República Dominicana, Luis Abinader, visitó el lugar del desastre la mañana del 8 de abril para evaluar la situación y reafirmar el compromiso del gobierno con las labores de rescate. En sus declaraciones públicas, el presidente Abinader enfatizó que se estaban utilizando todos los recursos gubernamentales en la operación en curso.[18] Abinader declaró tres días de luto nacional.[63] El 10 de abril, Abinader decretó una extensión del duelo nacional por tres días adicionales, hasta el 13 de abril.[64]
- La alcaldesa del Distrito Nacional, Carolina Mejía de Garrigó, activó el comité municipal de respuesta a desastres y expresó sus condolencias a las familias que esperaban noticias de sus seres queridos. El gobierno municipal coordinó estrechamente con los servicios nacionales de emergencia para gestionar la crisis.[65]
- Roberto Ángel Salcedo, ministro de Cultura dominicano, lamentó públicamente la pérdida de la gobernadora Cruz, describiendo su muerte como «una pérdida irreparable para su comunidad y para todo el país» y reconociendo sus contribuciones como «una servidora pública comprometida» y «una mujer de liderazgo firme».[66]

- El general Juan Manuel Méndez, director del Centro de Operaciones de Emergencias, comunicó el 17 de abril de 2025 (nueve días después de la tragedia) su intención de retirarse de su puesto tras más de 20 años al frente de la institución gubernamental.[67]

“Yo no quiero recordar eso. Hay cosas en las que uno se ve envuelto, que no hay formas de usted describirlas”.
Juan Manuel Méndez, director del Centro de Operaciones de Emergencias

#### Por parte de la Discoteca Jet Set
- La dirección de la discoteca Jet Set, en la persona de Antonio Espaillat, emitió un comunicado formal en el afirmaban que «se comprometen a cooperar plenamente con las autoridades en la investigación del incidente y en la prestación de asistencia a las víctimas y sus familias».[18]

### Internacionales
- Argentina: El gobierno transmitió por medio de un comunicado en su página web su «solidaridad a los  familiares de los fallecidos», al igual que expresaron sus «más sinceros deseos por su pronta y completa recuperación de los heridos».[68]
- Belice: El Ministerio de Relaciones Exteriores y Comercio Exterior de Belice, publicó en su cuenta de X, antiguo Twitter, un mensaje que decía: «nuestros pensamientos están con las víctimas, sus familias y la nación en este momento de duelo».[69]
- Ciudad del Vaticano: Por medio de una carta escrita por Pietro Parolin en base a las palabras expresadas por el Papa Francisco, el pontífice «hace llegar su sentido pésame a los familiares de los fallecidos, junto con sus expresiones de consuelo, viva solicitud y deseos de pronto restablecimiento de los heridos».[70]
- Chile: El ministerio de Relaciones Exteriores de Chile también expresó sus condolencias a República Dominicana ante la tragedia.[71]
- Colombia: El Ministerio de Relaciones Exteriores de Colombia expresó su «solidaridad a los familiares de las víctimas y lamentamos las pérdidas humanas, al tiempo que hacemos votos por la pronta recuperación de los heridos» por medio de un comunicado oficial.[72]
- Costa Rica: A través de un comunicado oficial, la cancillería de Costa Rica manifestó «su solidaridad con las familias de las víctimas y deseó una pronta recuperación a las personas heridas durante el incidente».[73]
- Cuba: Bruno Rodríguez, Ministro de Relaciones Exteriores de Cuba, expresó en nombre del Gobierno cubano sus condolencias al pueblo y Gobierno dominicanos por la lamentable pérdida de vidas humanas.[74][75]
- Ecuador: La Cancillería ecuatoriana informo por medio de X (antes Twitter) que «ante esta dolorosa circunstancia, el Ecuador extiende sus más sentidas condolencias a los familiares de las personas fallecidas y desea una pronta recuperación a los heridos».[76]
- El Salvador: El Gobierno salvadoreño expresó su «más sentido pésame» a los familiares de las víctimas y «se une a las esperanzas y los esfuerzos de las autoridades dominicanas para el rescate de posibles sobrevivientes».[75]
- España: El gobierno de España expresó su solidaridad y condolencias por medio de un comunicado efectuado por el Ministerio de Asuntos Exteriores.[77]
- Estados Unidos: Varios miembros del Congreso de los Estados Unidos, entre ellos María Elvira Salazar, Nydia Velázquez y Adriano Espaillat, así como el senador estatal de Nueva York, Luis Sepúlveda, ofrecieron «sus condolencias ante el incidente».[78]
- Haití: El Primer Ministro «en nombre del pueblo haitiano y en nombre suyo» expreso «su profundo pesar por esta cruel pérdida».[79]
- Japón: El ministro de Asuntos Exteriores de Japón envió sus condolencias a la población dominicana y al presidente Abinader tras la tragedia.[80]
- México: La Secretaría de Relaciones Exteriores de México por medio de un tuit mencionó que «México expresa su solidaridad y condolencias con el pueblo y el Gobierno de República Dominicana, ante la tragedia ocurrida esta madrugada en una discoteca en Santo Domingo. Acompañamos en estos momentos difíciles a las familias y seres queridos de las personas afectadas».[81]
- Naciones Unidas: El Secretario General expreso sus «más sinceras condolencias a las familias de las víctimas, al pueblo y Gobierno de la República Dominicana», a la vez afirmó que «las Naciones Unidas están apoyando la respuesta de las autoridades y están listas para brindar más asistencia».[82]
- Panamá: El ministerio de Relaciones Exteriores de Panamá envió sus condolencias a República Dominicana expresando que acompaña en el duelo al pueblo dominicano.[75]
- Perú: La Cancillería nacional por medio de X (antes Twitter) mencionó que «El Gobierno de Perú expresa sus condolencias al gobierno y al pueblo de República Dominicana por la tragedia ocurrida debido al colapso de un local de entretenimiento en Santo Domingo, que causó un alto número de víctimas y personas heridas».[83]
- Portugal: el Ministerio luso de Exteriores lamentó por medio de tuit el accidente en el país latinoamericano y expreso sus «más sinceras condolencias a las familias y las víctimas».[84]
- Puerto Rico: La gobernadora de puerto Rico Jenniffer González Emitió un comunicado donde se unía al "Dolor del Pueblo dominicano por la tragedia" y Además se envió un equipo de 11 bomberos a ayudar en el rescate.[cita requerida]
- Rusia: El presidente ruso Vladímir Putin envió sus «sinceras condolencias» a su homólogo dominicano y afirmó que Rusia «comparte el dolor del pueblo dominicano por este trágico incidente».[85][86]
- Uruguay: El Ministerio de Relaciones exteriores emitió un comunicado que indicaba que «ante la tragedia y las irreparables pérdidas de numerosas vidas humanas acaecidas en el día de ayer en un centro de entretenimiento en el Distrito Nacional de Santo Domingo, la República Oriental del Uruguay acompaña con sensibles expresiones de dolor y solidaridad el duelo nacional decretado por el gobierno de la República Dominicana».[87]
- Venezuela: El presidente de la República Bolivariana de Venezuela, Nicolás Maduro, expresó su «más sentido mensaje de condolencia a la «hermana República Dominicana y a su pueblo».[88]

### Personalidades
- Entre las celebridades que expresaron solidaridad y remordimiento por las víctimas y sus seres queridos se encuentran los intérpretes: Kenia Os, Daddy Yankee, El Axel, Don Omar, Kimberly Loaiza, Alejandro Sanz, Wilfrido Vargas, Eddy Herrera, Carlos Vives, Francisca Valenzuela, Ricardo Montaner, Natti Natasha, Milly Quezada, Marc Anthony, Emilio Estefan, Olga Tañón, Fernando Villalona, Thalía, Ricky Martin, Chichí Peralta, Elvis Crespo, Sergio Vargas, Yordano, Toño Rosario, Víctor Manuelle, Gilberto Santa Rosa, José Luis Rodríguez "El Puma", Óscar d'León, Diveana, Bonny Cepeda, Romeo Santos, Julio Iglesias, Marco Antonio Solís, Héctor Acosta "El Torito", Nicky Jam, Cazzu, Jerry Rivera, Kany García, Camilo, Evaluna Montaner, Arcángel, Farruko, Chayanne, Eladio Carrión, Jencarlos Canela, Álex Bueno y Yailín la Más Viral, entre otros. También, las actrices Viola Davis, Whoopi Goldberg, Zoe Saldaña y Clarissa Molina.[89][90] De igual manera, familiares de la ya fallecida cantante Celia Cruz; por medio de la cuenta de la artista, lamentaron el trágico suceso.[91]
- La hija del merenguero, Zulinka Pérez quien logró salir de la discoteca, dijo a la prensa que «su padre estaba vivo entre los escombros»; aunque no había información oficial hasta ese momento.[92]
- La cantante dominicana Tokischa expresó su tristeza y denunció que la tragedia «no fue un accidente», sino el resultado «de una cadena de negligencias».[93]

## Procesos judiciales

### En contra de Jet Set

#### Demandas civiles
El 15 de abril de 2025 fue presentada la primera demanda civil en contra de los dueños de Jet Set. Esta fue presentada por la familia de Virgilio Rafael Cruz Ponte, representados por el célebre abogado Félix Portes. El 17 de abril se presentaron dos nuevas demandas.
Al 19 de mayo de 2025 la cifra de demandas en contra de los propietarios de Jet Set se eleva a 42.

#### Ministerio Público
El 19 de abril la Procuraduría General de la República Dominicana impuso una medida cautelar para bloquear transferencias en curso de bienes patrimoniales y accionarios por parte de empresas vinculadas a Antonio Espaillat, tildando estas transacciones como una estrategia de Espaillat para evitar resarcir a las cientos de víctimas del desplome de la discoteca Jet Set.
El 7 de mayo de 2025, en la víspera del cumplemés, la Procuraduría General incautó Jet Set.
El 11 de junio la comisión encargada de la investigación del Jet Set entregó el informe preliminar a la Procuraduría General y al día siguiente, el 12 de junio, tanto el empresario Antonio Espaillat, como su hermana Maribel Espaillat (de nacionalidad estadounidense), fueron arrestados.

### En contra de difusores de imágenes del cadáver de Rubby Pérez
Kennedy Reyes Sosa y Moisés Emmanuel Núñez Díaz fueron detenidos por difundir en redes sociales, en violación de la Ley 24-97, imágenes del cadáver de Rubby Pérez.

### En contra de falso sobreviviente
El tiktoker Alexis José Tejada Santos, conocido como “Bokita RD”, fue detenido por hacerse pasar por sobreviviente del colapso de Jet Set y alegar falsamente que miembros de los equipos de rescate sustraían pertenencias de las víctimas.

### En contra de falso rescatista
Rafael Rosario Mota, alias «El Foster», se atribuyó engañosamente haber rescatado a 12 víctimas, entre ellas a la periodista venezolana Elianta Quintero. Rosario Mota concedió entrevistas en diferentes medios de comunicación locales e internacionales, llegando a cobrar dinero por algunas de estas entrevistas, donde narraba relatos inventados de cómo había ayudado a las víctimas.
Una campaña de beneficencia en la plataforma GoFundMe recaudó más de 1 300 dólares a favor de Rosario. La misma llevaba por título "Ayúdanos a apoyar a un héroe: Rafael Rosario Mota", junto a la foto de Rosario.
Inicialmente, Rosario era investigado por las autoridades por estafa y difamación; sin embargo, el 15 de abril al momento de su detención se le ocupó documentos espurios que le adscribían falsamente ser miembro de la Policía dominicana lo cual está tipificado como un delito grave. El 19 de abril se le concedió libertad condicional a Rafael Rosario Mota sujeta al pago de una fianza de 200 mil pesos dominicanos (3 360 dólares o 2 960 euros), comparecencia periódica y restricción de salida del país (arraigo migratorio).